# Xysticus ulmi
Xysticus ulmi là một loài nhện trong họ Thomisidae.